# Монастир Святого Хреста (Гайлігенкройц)
Монастир Святого Хреста  (нім. Stift Heiligenkreuz) — католицький цистеріанський монастир в Австрії. Розташований у селищі Гайлігенкройц, Нижня Австрія, на півдні Віденського лісу, за 25 кілометрів від центру Відня. Заснований 1133 року. Названий на честь Святого Хреста, уламки якого зберігаються тут із 1188 року. Має статус абатства. Зазнав руйнувань під час османських воєн XVI—XVII ст. Перебудований у бароковому стилі. Один з найстаріших середньовічних монастирів Європи і світу, що дійшли до сьогодення. При монастирі працює університет, музей і семінарія.

## Історія

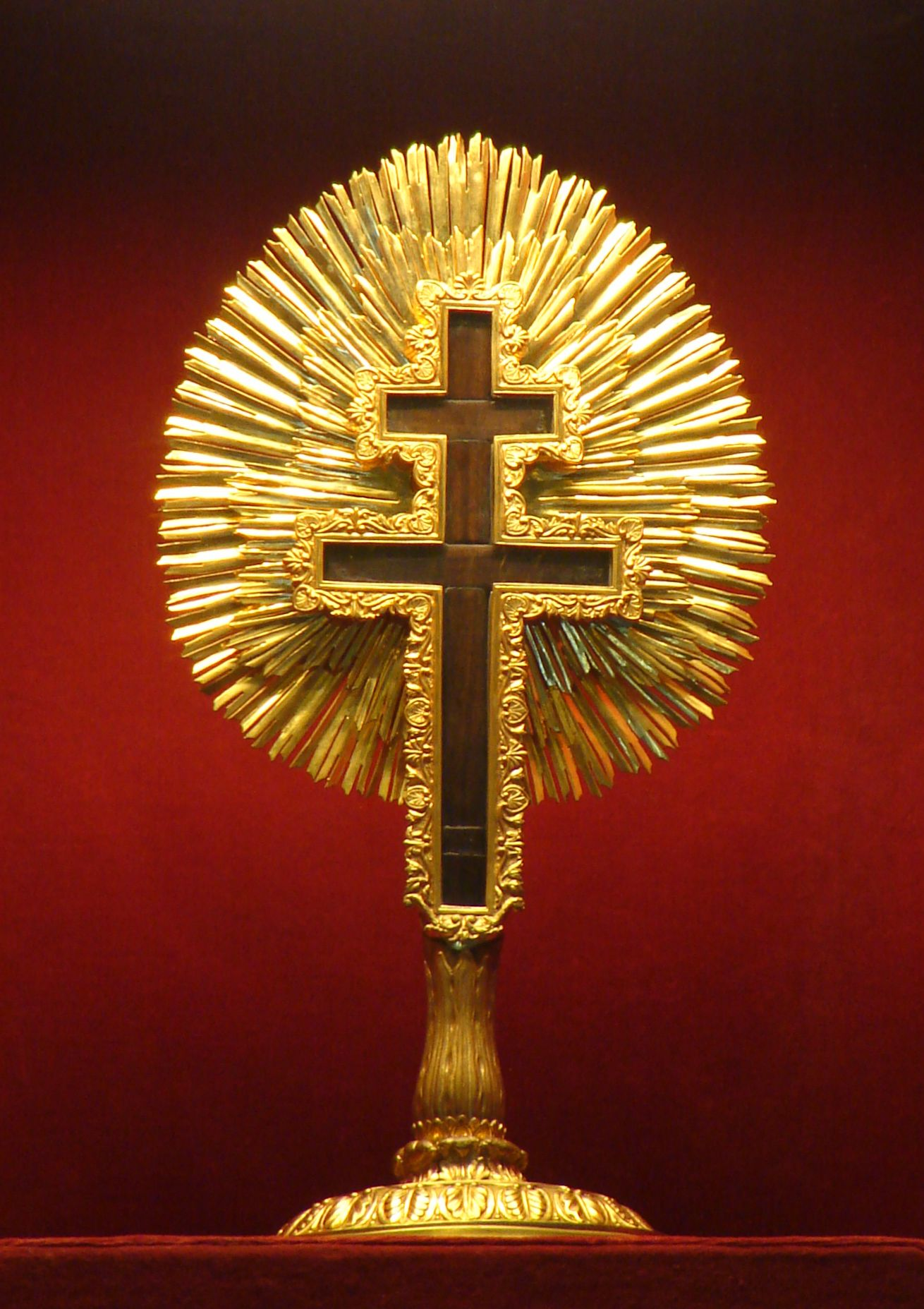
Релікварій із фрагментом Животворного хреста

Монастир було засновано 1133 року маркграфом Леопольдом III Святим на прохання його сина Отто, абата цистеріанського монастиря Моримон. Освячено його було 11 вересня 1133 року й названо на честь Святого Хреста. У 1187 році було освячено зведену монастирську церкву.
1182 року єрусалимський король Балдуїн IV передав у подарунок герцогу Австрії Леопольду V цінну реліквію — Хрест із фрагментами Животворного Хреста Господнього. 31 травня 1188 року герцог дарував реліквію монастирю Гайліґенкройц, де вона зберігається до цього дня. Цей фрагмент Животворного Древа найбільший у Європі, що перебуває північніше Альп.
Династія Бабенберґів надавала монастирю своє покровительство, що призвело його до процвітання. Ченці з Гайліґенкройцу заснували велику кількість дочірніх монастирів в усій Австрії, а також в Угорщині та Чехії. Найвідоміші з них:
- Цветль (1138, Нижня Австрія)
- Баумґартнберґ (1142, Верхня Австрія)
- Чикадор (1142, Угорщина)
- Марієнберґ (1197, Бурґенланд)
- Лілієнфельд (1202, Нижня Австрія)
- Ґольденкрон (1263, Чехія)
- Нойберґ (1327, Штирія)

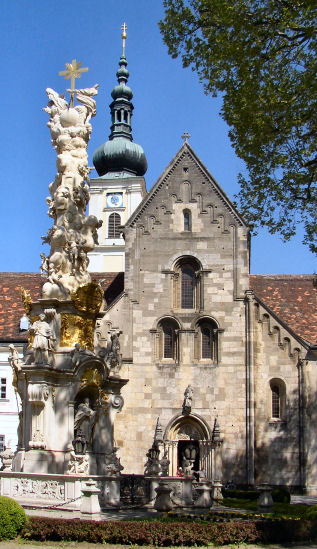
Церква й колона Св. Трійці

У XV–XVI століттях період розквіту змінився занепадом, викликаним частими пожежами, епідеміями та ворожими набігами. 1683 року монастир було взято в облогу турецькою армією та спалено, у вогні загинула багата монастирська бібліотека. Після поразки турків у битві під Віднем та ліквідації османської загрози монастир було поступово відновлено та розширено. Багато будівель монастиря були у цей період перебудовані в стилі бароко.
У період правління Йосифа II, який розпустив безліч австрійських монастирів, Гайліґенкройцу загрожувало закриття, однак він уникнув такої долі завдяки тому, що у монастирі 1802 року було засновано Богословський інститут (відповідно до імператорського Указу про віротерпимість не скасовувались лише ті монастирі, які сприяли справі просвіти або догляду хворих). Крім того, на початку XIX століття ченці Гайліґенкройцу стали опікуватись і єпархіальними приходами за межами монастиря, у наш час вони здійснюють пастирське душоопікунство у 19 приходах Нижньої Австрії.
У період з 1938 по 1945 роки існування монастиря було під загрозою. Націонал-соціалісти відібрали у монастиря значну частину території та заарештували деяких ченців. Після закінчення Другої світової війни відібране було повернено монастирю.
У вересні 2007 року абатство відвідував папа римський Бенедикт XVI під час своєї поїздки до Австрії.

## Опис
Архітектура монастирської церкви XII—XIII століть містить у собі елементи як романської, так і готичної архітектури. Фасад, неф і трансепт — найстаріші частини будівлі храму — романські, і являють собою нечастий приклад романської архітектури в Австрії. Хори храму — готичні, датуються XIII століттям. На хорах зберігся вітраж XIII століття. Фасад церкви виходить на захід, три вікна фасаду символізують Святу Трійцю. Внутрішнє оздоблення, як і в більшості цистеріанських храмів украй суворе, без розписів та орнаментів. Зазвичай у цистеріанських церквах відсутня дзвіниця, однак у Гайліґенкройці її було зведено у XVIII столітті у північній частині в стилі бароко.
У Залі зібрань знаходяться поховання тринадцяти членів династії Бабенберґів, в тому числі й маркграфа Леопольда IV, герцога Леопольда V, герцога Фрідріха I та останнього представника династії герцога Фрідріха II. Рештки блаженного Отто Фрейзинського знаходяться у окремій каплиці.
При вході до абатства розташовано великий внутрішній двір, в центрі якого стоїть барочна колона Святої Трійці (Джованні Джуліані, 1739 рік). Венеційський скульптор Джуліані створив майже всі монастирські скульптури та статуї. У подальшому Джуліані вступив до ордену й продовжував жити у монастирі вже як один з ченців. Поховано його у монастирському храмі.

## Сучасний стан

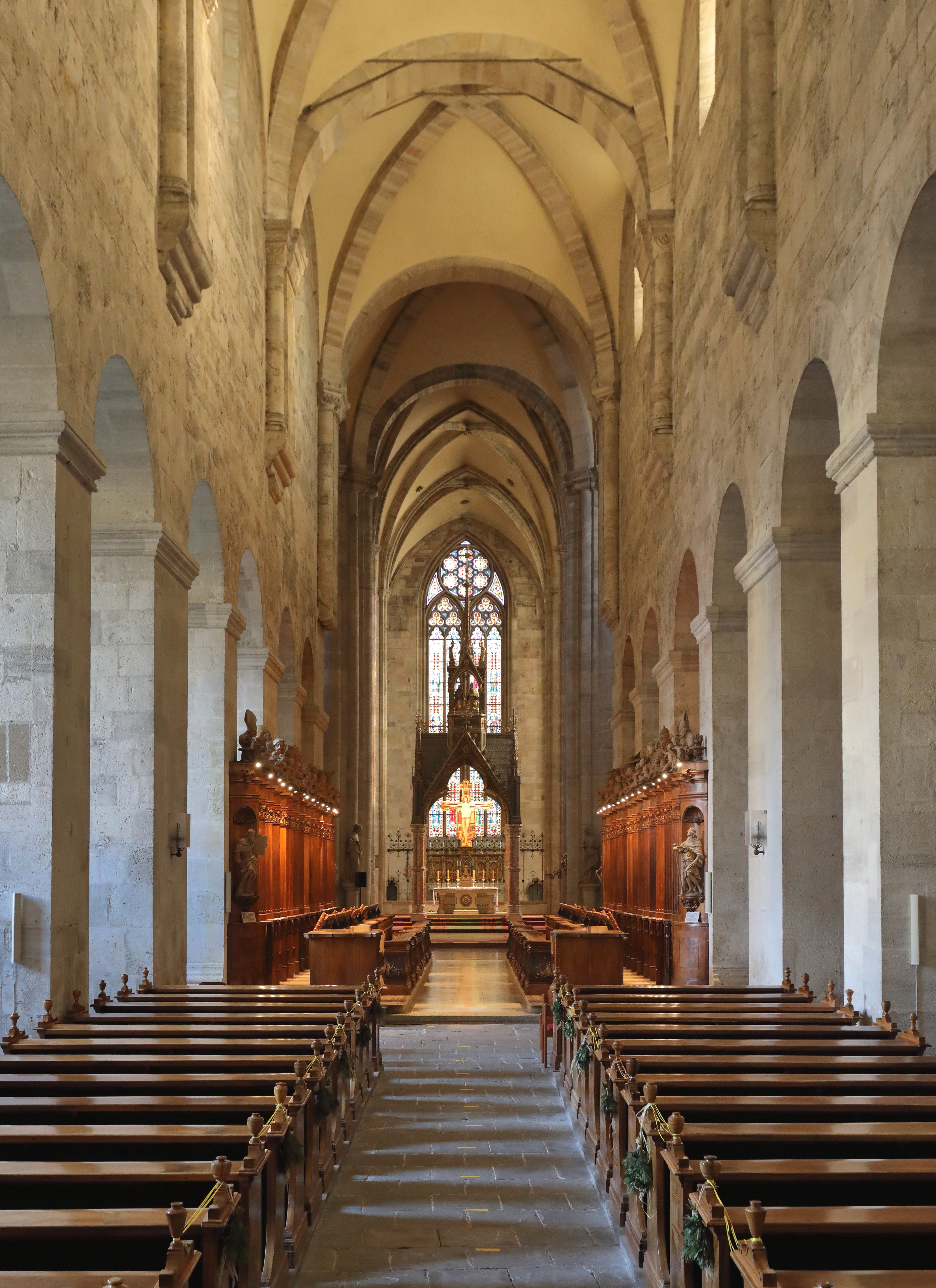
Неф монастирської церкви

Гайліґенкройц — чинний цистеріанський монастир. Чернеча братія налічує близько 70 чоловік. Відвідування монастирю туристами дозволено в обмеженому порядку.
Заснований 1802 року Богословський інститут у 1976 році було переформовано на Філософсько-богословську вищу школу. Наразі цей заклад налічує понад сто студентів як із числа ченців, так і з мирян. Окрім Вищої школи при монастирі існує також коледж, що виконує функцію семінарії. У Гайліґенкройці відбуваються навчання та новіціят багато ченців з інших монастирів Європи й світу.
Упродовж століть Гайліґенкройц вважався одним з важливих центрів богословської думки та григоріанського співу. Традиції григоріанського хоралу в монастирі ретельно оберігаються, у 2008 році на студії «Universal Classics» було записано диск під назвою «Chant — Music For Paradise» з григоріанським співом ченців Гайліґенкройцу.

## Поховання
- Генріх Бабенберзький — австрійський принц, тесть руського князя Романа.
- Леопольд V, герцог Австрії